# Powstanie Czerwonych Brwi
Powstanie Czerwonych Brwi (chiń. 赤眉; pinyin Chìméi [ʈʂʰɨ̂.měi]) – powstanie chłopskie w Chinach w latach 18–27. Zbuntowani chłopi, dowodzeni przez Fan Chonga, obalili w roku 23 cesarza Wang Manga. Powstanie stłumiły wojska Liu Xiu, przyszłego cesarza Guangwu.
Nazwa wydarzenia pochodzi od faktu, iż powstańcy malowali sobie brwi na czerwono, by odróżniać się od wojsk cesarskich.

## Rys historyczny

### Przyczyny
Polityka cesarza Wang Manga doprowadziła w krótkim czasie do niepokojów w kraju. Od 14 roku n.e. rozpoczęła się fala powstań chłopskich. Buntowało się także wojsko cesarskie, kroniki podają, że w 15 roku n.e zbuntowali się żołnierze stacjonujący na północnych granicach cesarstwa. Obszary dotknięte głodem stały się miejscem wybuchu nowych rewolt ludowych.
Na początku powstańcy nie atakowali wojsk Wang Manga, ich celem było zdobycie pożywienia. Początkowo ruch ludowy nie stawiał sobie poważniejszych celów. W wielu miejscach szybko powstały lokalne ośrodki powstańcze. Najpoważniejszy z tych ośrodków powstał w miejscu o długiej tradycji chłopskich zrywów- dzisiejszej prowincji Shandong. Z licznych luźnych grup, zebrała się w ciągu roku armia na której czele stanął Fan Chong.
Ważnym czynnikiem wybuchu rebelii, była powódź która nawiedziła tamte rejony Chin w 11 roku n.e. W jej wyniku Huang He zmieniła bieg, powodując duże zniszczenia.

### Przebieg
Aby odróżnić się od wojsk cesarskich, powstańcy przyjęli jako znak rozpoznawczy malowanie brwi na czerwono. Stąd nazwa: Powstanie Czerwonych Brwi. Powstanie Czerwonych Brwi było bez wątpienia najpoważniejszym ruchem ludowym w początkach naszej ery. Początkowo nie miało ono wyraźniej sprecyzowanych celów. Miało charakter oddziałów samoobrony. Kiedy liczba powstańców i ich zasięg terytorialny wzrósł zaczęły się pojawiać wyraźniej sprecyzowane cele.
Liczne i silne oddziały Czerwonych Brwi działały na wschodnich krańcach cesarstwa. Równocześnie trwało także Powstanie Zielonego Lasu. Nie doszło do żadnych kontaktów pomiędzy Czerwonymi Brwiami a oddziałami Zielonego Lasu. Obie armie były od siebie odizolowane, a ich akcje wojskowe nie miały między sobą koordynacji. Silne i stosunkowo liczne siły powstańcze zadały w roku 22 n.e. dużą klęskę wojskom Wang Manga. Następnie oddziały Fan Chonga ruszyły na podbój dzisiejszej prowincji Henan. Zwycięski pochód Czerwonych Brwi miał wpływ na zintensyfikowanie działań przez ród Liu, który przejął kontrolę nad ruchem Zielonego Lasu. Obie armie powstańcze postanowiły zdobyć przymierzany na przyszłą stolicę cesarstwa Luoyang.
Siły Czerwonych Brwi oraz Hanów (ród Liu), stały się sobie wrogie. Powstańcy Fan Chonga wcale nie popierali bowiem restauracji Hanów. W początku 23 roku n.e. obwołano cesarzem Liu Xüana, chłopscy powstańcy stali się problemem dla restauracji dynastii Han.
Czerwone Brwi opanowały wschodnie prowincje cesarstwa. Liu Xüan wysłał swojego kuzyna Liu Xiu by uprzedził wojska Fan Chonga zanim te opanują prowincję Hebei. Liu Xüan zdobył Chang’an, a Wang Mang zginął. Do stolicy zaczęły się zbliżać oddziały Czerwonych Brwi, po to by zdobyć miasto. Powstańcy liczyli, że zdobędą bogactwa jakie miały znajdować się w Chang’anie. Wojska powstańcze starły się z oddziałami Liu Xüana, zadając im dotkliwą klęskę. Armia Czerwonych Brwi osiągnęła wówczas liczebność około 300 000 żołnierzy, jednak nadal brakowało jej sprecyzowanych celów politycznych. Liderzy powstania nie byli zdolni do opracowania własnego programu. Obwołano więc cesarzem niejakiego Liu Penzi, by przeciwstawić go Liu Xüanowi. W jego imieniu powstańcy weszli do stolicy. Wzięty do niewoli Liu Xüan został początkowo potraktowany łagodnie, jednak w roku 24 n.e. został on zamordowany.
Zwycięstwo Czerwonych Brwi, zostało całkowicie niewykorzystane. Liderzy ruchu okazali się nie zdolni do zaprowadzenia trwałej władzy i wyciągnięcia korzyści z odniesionego sukcesu. Głód panujący w dolinie rzeki Wei zmusił armię powstańców do stopniowego wycofywania się na wschód. W tym czasie Liu Xiu pokonał w prowincji Hebei lokalne oddziały armii Fan Chonga i resztki wojsk Wang Manga. W 25 roku n.e. obwołał się cesarzem, dokonując restauracji dynastii Han.
By zaprowadzić stabilizację w państwie cesarz Guangwu, rozpoczął kampanię przeciwko Czerwonym Brwiom. Wycofujący się z pod Chang’anu powstańcy nadal stanowili bowiem zagrożenie dla nowej stolicy cesarskiej – Luoyangu. W 27 roku n.e. armia Czerwonych Brwi została pokonana przez wojska Han. Zdziesiątkowani powstańcy starali się uciec, jednak zostali okrążeni. Część powstańców z ich cesarzem poddała się Guangwu. Reszta próbowała dalej walczyć i została unicestwiona. Wojska cesarskie zakończyły największe z dotychczasowych powstań chłopskich w Chinach.